# オデーサ州
- オデッサ州

オデーサ州
Одеська область

オデーサ州（オデーサしゅう、ウクライナ語: Одеська область オデースィカ・オーブラスチ）は、ウクライナの州の一つ。州都はオデーサ（オデッサ）。2015年から州知事は元ジョージア大統領ミヘイル・サアカシュヴィリが務めていた。

## 地理
| 母語話者（オデーサ州） 2001 | 母語話者（オデーサ州） 2001 | 母語話者（オデーサ州） 2001 | 母語話者（オデーサ州） 2001 | 母語話者（オデーサ州） 2001 |
| --------------------------- | --------------------------- | --------------------------- | --------------------------- | --------------------------- |
|                             |                             |                             |                             |                             |
| ウクライナ語                | ウクライナ語                |                             | 46.3%                       | 46.3%                       |
| ロシア語                    | ロシア語                    |                             | 41.9%                       | 41.9%                       |
| その他                      | その他                      |                             | 11.8%                       | 11.8%                       |

オデーサ州は、ウクライナの西南部、南ブーフ川・ドニステル川・ドナウ川の河口地帯に位置している。北はヴィーンヌィツャ州とキロヴォフラード州、東はムィコラーイウ州、西はモルドバ、西南はルーマニアと接し、南は黒海に面している。オデーサ州の面積は主に草原が占めている。
オデーサ州の北部は深い峡谷に刻まれたポドィーリャ高地、南部は池や湖のある平地が広がっている。オデーサ州の地で黒海に注ぐ河川は200余りあり、その内もっとも大きなものは、ドナウ川、ドニステル川、コードィマ川とサウランカ川である。モルドバ共和国の南に突き出した部分はブジャクといい、歴史的にはベッサラビアの一部でありルーマニアに属していたこともある。
気候は大陸性気候である。1月の平均気温は、-3.5 °С、7月の平均気温は、22 °Сとなっている。

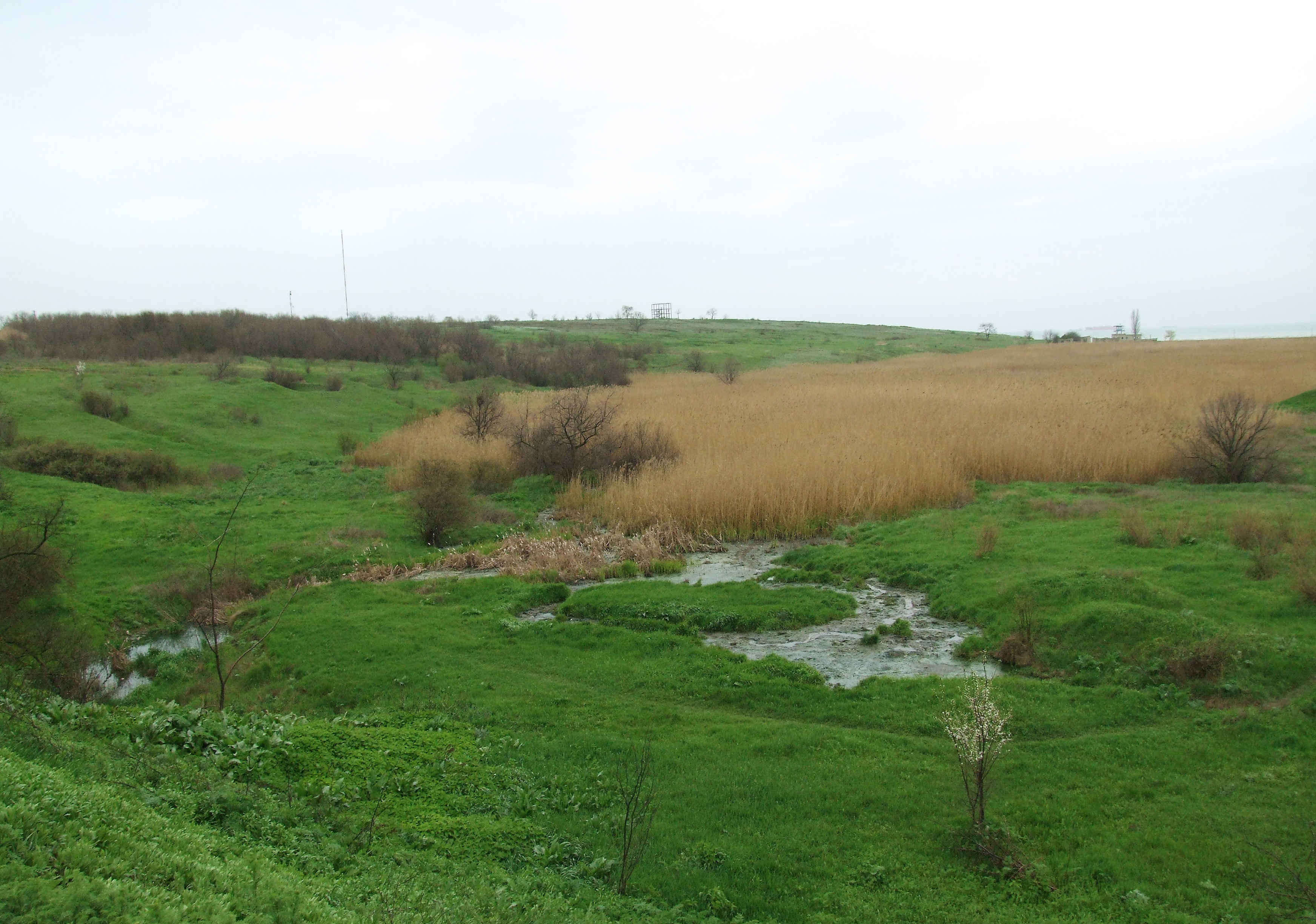
風景
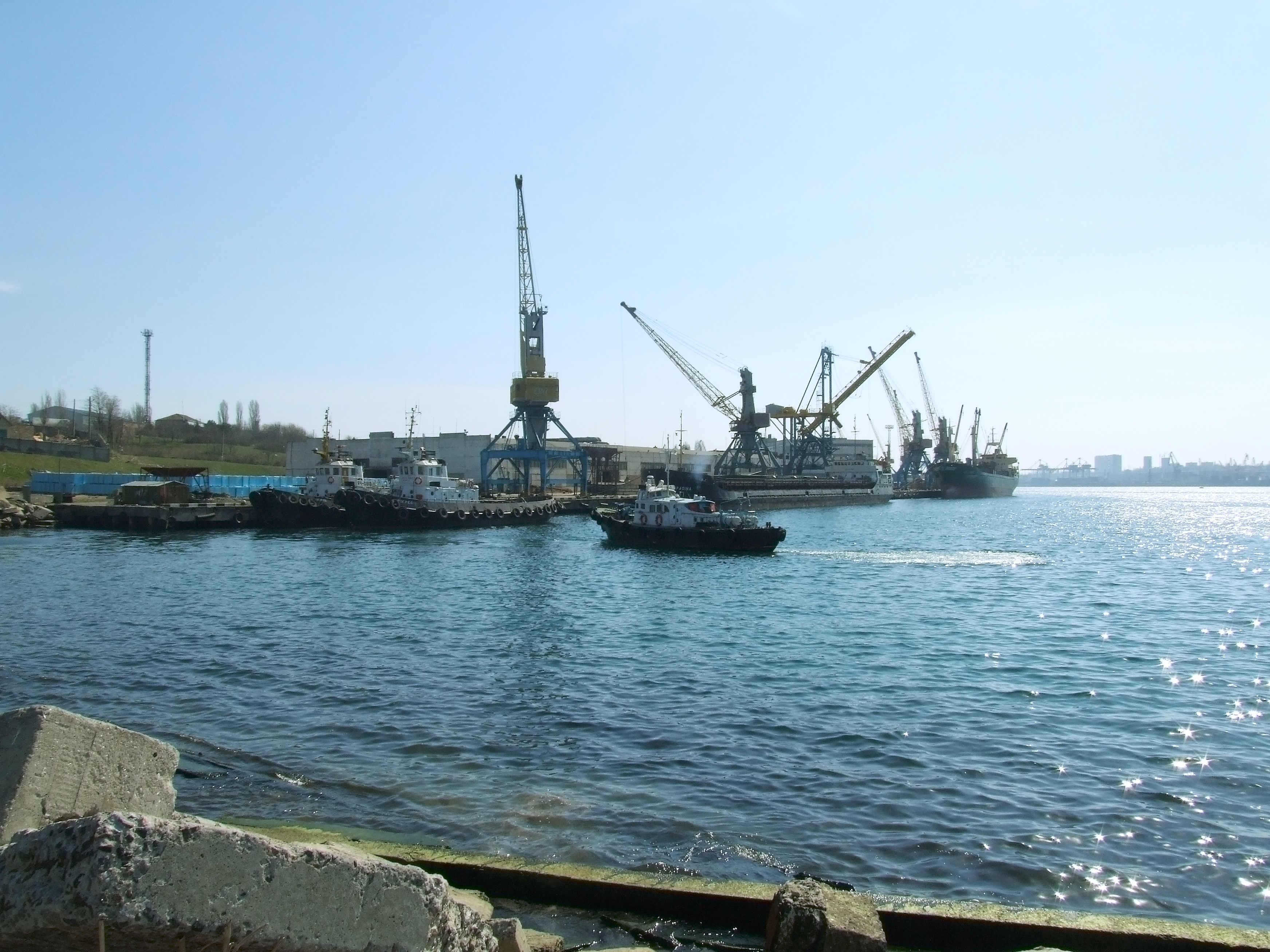
風景
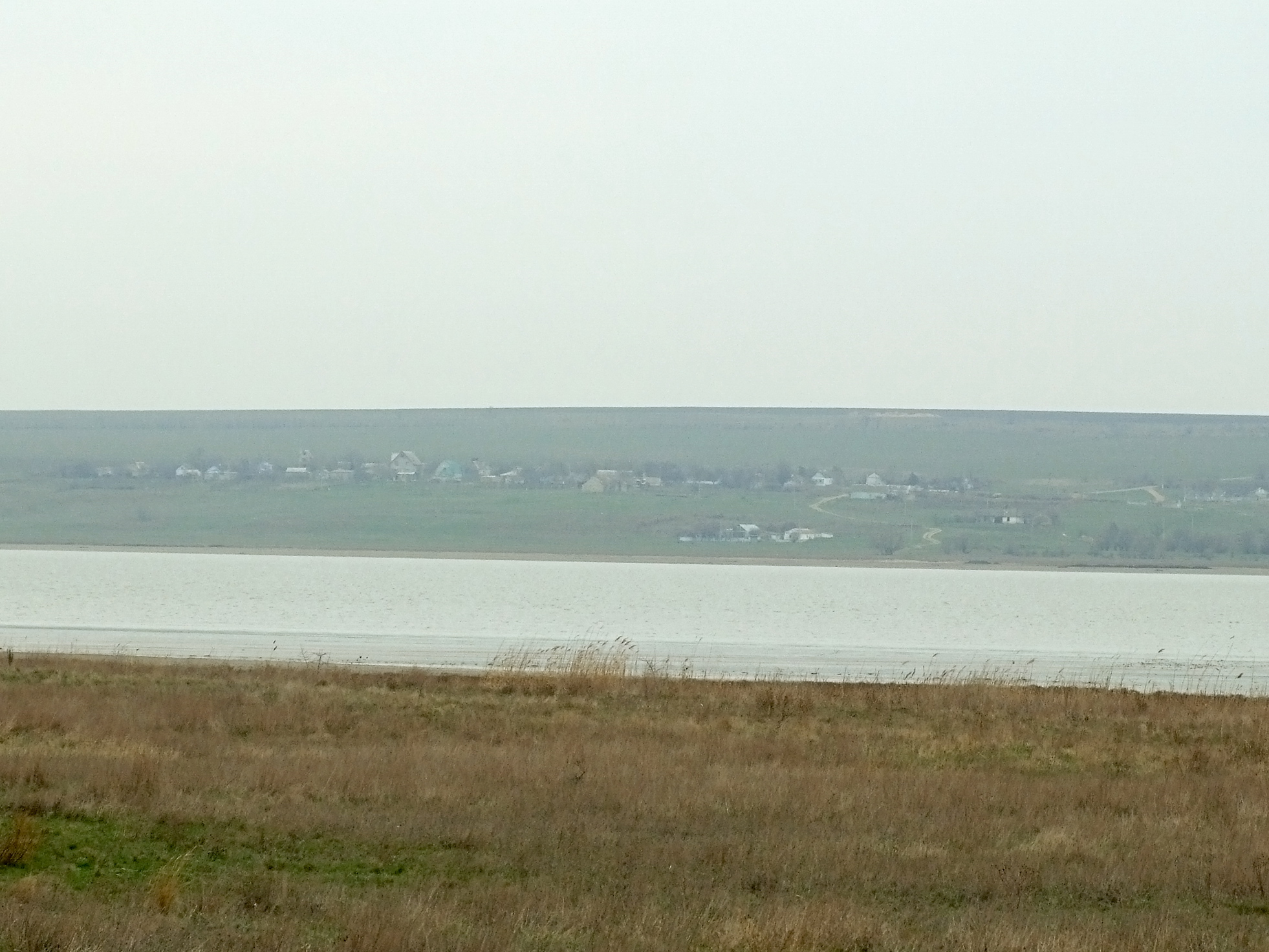
風景

## 歴史
- 紀元前7世紀‐2世紀：遊牧民のスキタイの時代。
- 紀元前6世紀：海岸で古代ギリシャの植民地、ティーラとニコニイが創立される。
- 紀元前2世紀 - 2世紀：遊牧民のサルマタイの時代。
- 1世紀 - 3世紀：ローマ帝国の時代。
- 3世紀 - 4世紀：ゴート族の時代。
- 4世紀 - 5世紀：遊牧民のフン族の時代。
- 7世紀 - 8世紀：遊牧民のアラン人の時代。
- 8世紀 - 11世紀：スラヴ人の時代。東スラヴ人のウーグリチ族とティーヴェルツィ族が現在のオデーサ州全域を支配する。
- 11世紀 - 12世紀：遊牧民のペチェニーヒ人の時代。
- 12世紀 - 13世紀：遊牧民のクマン人の時代。
- 13世紀 - 15世紀：遊牧民のモンゴル人の時代。
- 15世紀：リトアニア大公国の領土となる。
- 1480年代：オスマン帝国の属国、クリミア・ハン国の領土となる。ブジャク地方はモルドバ公国、後にオスマン帝国の支配下に置かれる。300年以後、ウクライナ・ポーランドへのイスラム教徒の侵略的拠点として発展している。
- 1768年 - 1774年、1787年 - 1791年、1806年 - 1812年：露土戦争。現在のオデーサ州全域がロシア帝国の領土となる。新ロシアの一部となる。
- 1794年：オデッサの港町が創建される。
- 18世紀末 - 19世紀：ロシア支配下のウクライナからのコサックと農民などによる植民が進められる。
- 1917年：ウクライナ人民共和国の領土となる。
- 1918年：ブジャク地方はルーマニアによって占領される（1940年まで）。
- 1918年 - 1920年：ウクライナ内戦の時代。1920年にボリシェヴィキ系のウクライナ社会主義ソヴィエト共和国の領土となる。
- 1932年：ウクライナ社会主義ソヴィエト共和国のオデッサ州が設置される。
- 1954年：南部のイズマイール州と統合される。

## 人口
2001年ウクライナ国勢調査によるデータ。
- 総人口：2,469,000人[1]
- 都市人口：1,624,600人（66%）；農村人口：844,400人（44%）[2]
- 性別人口：男性は1,155,400人（47%）；女性は1,313,600人（53%）[3]

| \| 民族構成[4] \| 民族構成[4] \| 民族構成[4] \| 民族構成[4] \| 民族構成[4] \| \| ------------ \| ------------ \| ----------- \| ------------------- \| ------------------- \| \| \| \| \| \| \| \| ウクライナ人 \| ウクライナ人 \| \| 1,542,300人 (62.8%) \| 1,542,300人 (62.8%) \| \| ロシア人 \| ロシア人 \| \| 508,500人 (20.7%) \| 508,500人 (20.7%) \| \| ブルガリア人 \| ブルガリア人 \| \| 150,600人 (6.1%) \| 150,600人 (6.1%) \| \| モルドヴァ人 \| モルドヴァ人 \| \| 123,700人 (5.0%) \| 123,700人 (5.0%) \| \| ガガウズ人 \| ガガウズ人 \| \| 27,600人 (1.1%) \| 27,600人 (1.1%) \| \| ユダヤ人 \| ユダヤ人 \| \| 13,300人 (0.5%) \| 13,300人 (0.5%) \| \| ベラルーシ人 \| ベラルーシ人 \| \| 12,700人 (0.5%) \| 12,700人 (0.5%) \| \| アルメニア人 \| アルメニア人 \| \| 7,400人 (0.3%) \| 7,400人 (0.3%) \| \| ロマ人 \| ロマ人 \| \| 4,000人 (0.2%) \| 4,000人 (0.2%) \| |              |  |                     |                     |
| 民族構成 |              |  |                     |                     |
| |              |  |                     |                     |
| ウクライナ人 | ウクライナ人 |  | 1,542,300人 (62.8%) | 1,542,300人 (62.8%) |
| ロシア人 | ロシア人     |  | 508,500人 (20.7%)   | 508,500人 (20.7%)   |
| ブルガリア人 | ブルガリア人 |  | 150,600人 (6.1%)    | 150,600人 (6.1%)    |
| モルドヴァ人 | モルドヴァ人 |  | 123,700人 (5.0%)    | 123,700人 (5.0%)    |
| ガガウズ人 | ガガウズ人   |  | 27,600人 (1.1%)     | 27,600人 (1.1%)     |
| ユダヤ人 | ユダヤ人     |  | 13,300人 (0.5%)     | 13,300人 (0.5%)     |
| ベラルーシ人 | ベラルーシ人 |  | 12,700人 (0.5%)     | 12,700人 (0.5%)     |
| アルメニア人 | アルメニア人 |  | 7,400人 (0.3%)      | 7,400人 (0.3%)      |
| ロマ人 | ロマ人       |  | 4,000人 (0.2%)      | 4,000人 (0.2%)      |

## 観光
- ビールホロド要塞（15世紀）
- オデーサ港町（19世紀）
- ドナウ川河口国立公園

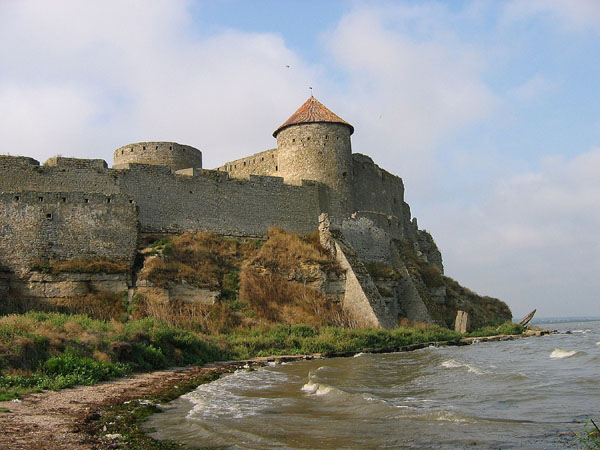
ビールホロド要塞
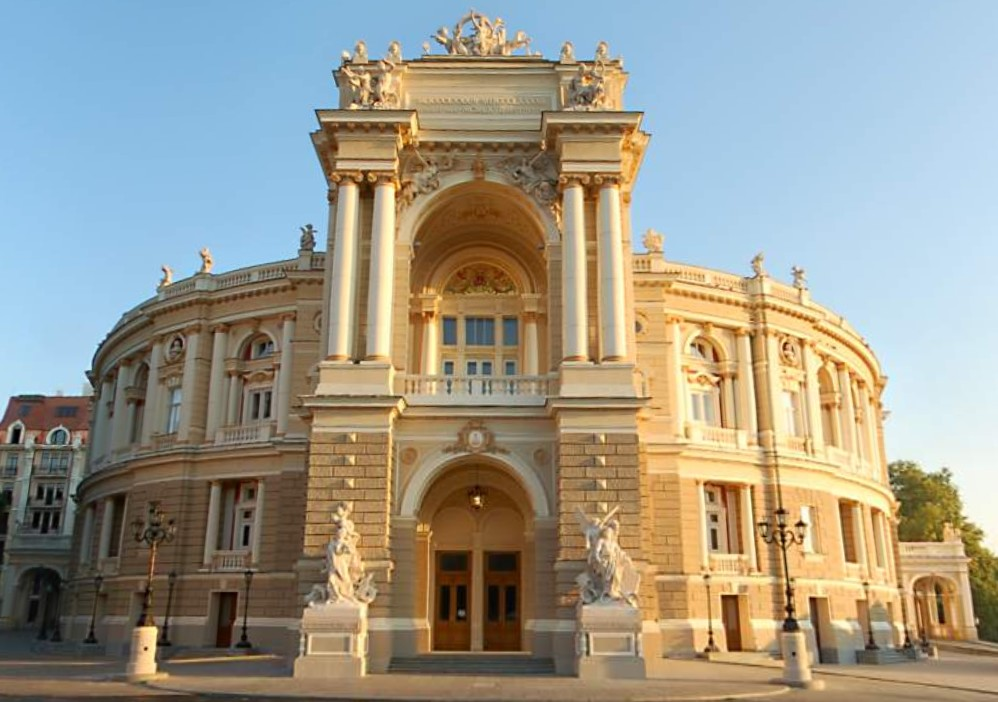
オデッサ・オペラ劇場
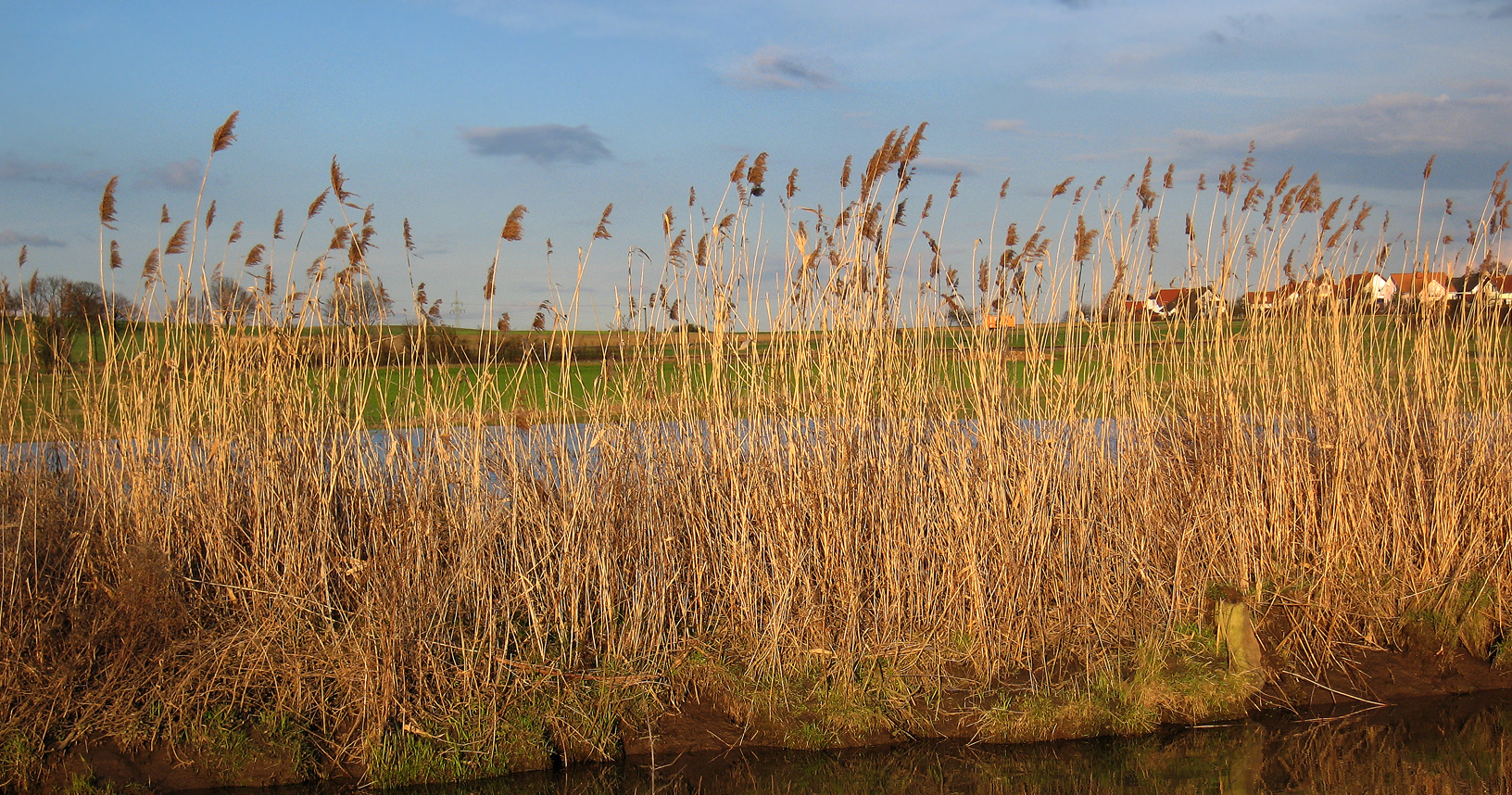
ドナウ川河口国立公園